# Factory Girl (film uit 2006)
Factory Girl is een Amerikaanse biografische dramafilm uit 2006 over het leven van Edie Sedgwick. De productie stond onder regie van George Hickenlooper en concentreert zich voornamelijk op Sedgwicks relatie met Andy Warhol en haar ondergang direct daarna. De filmtitel verwijst naar The Factory, het atelier van Warhol.

## Verhaal
De uit een rijke familie afkomstige Edie Sedgwick (Sienna Miller) wil het maken als kunstenaar en denkt dat ze daar meer kans op heeft als ze vertrekt naar metropool New York. Vriend Chuck Wein (Jimmy Fallon) stelt haar daar voor aan Andy Warhol (Guy Pearce), die het helemaal ziet zitten in de mooie Sedgewick. Hij betrekt haar vanaf dat moment in alles wat hij doet en zij is bijna 24 uur per dag te vinden in The Factory, Warhols tevens als leefgemeenschap dienende atelier.
Sedgewick gaat zo op in hun zelfgeschapen kunstzinnige realiteit dat ze elke vorm van gematigdheid verliest. Ze drinkt en gebruikt drugs dat het een lieve lust is en raakt als bij toverslag door haar financiën heen, terwijl Warhol haar amper tot niet betaalt. Sedgewick verkeert in de veronderstelling dat hij eenzelfde emotionele band met haar heeft als zij met hem. Voor Warhol is ze echter voornamelijk een object dat hij gebruikt in zijn kunst, met name films. Vanaf het moment dat hij op haar is uitgekeken en zijn aandacht verlegt naar Nico (Meredith Ostrom), negeert hij Sedgewick volkomen.
Drugsverslaafd, sociaal geïsoleerd en met amper een cent op zak, gaat het vervolgens in rap tempo bergafwaarts met Sedgewick.

## Rolverdeling
- Hayden Christensen - Muzikant 'Billy'
- Jack Huston - Gerard Malanga
- Armin Amiri - Ondine
- Tara Summers - Brigid Polk
- Mena Suvari - Richie Berlin
- Shawn Hatosy - Syd Pepperman
- Beth Grant - Julia Warhol
- James Naughton - Fuzzy Sedgwick, Edie's vader
- Edward Herrmann - James Townsend
- Illeana Douglas - Diana Vreeland
- Mary Elizabeth Winstead - Ingrid Superstar
- Don Novello - Mort Silvers
- Johnny Whitworth - Silver George
- Sally Kirkland - Grootmoeder Sedgwick

## Trivia
- Gedurende de aftiteling zijn er foto's van de echte Sedgewick te zien.
- Factory Girl was de eerste film waarin Mary-Kate Olsen verschijnt zonder haar zus. Haar scènes overleefden de montage niet, maar ze is nog kort op de achtergrond te zien tijdens een feestscène.
- De muzikant die Hayden Christensen speelt, staat op de aftiteling alleen vernoemd als muzikant en wordt in krantenartikelen in de film alleen vernoemd als 'Billy'. Dit kwam doordat Bob Dylan de producenten wilde aanklagen omdat hij vond dat hij in de film wordt aangewezen als schuldig aan Sedgewicks dood. Daarop werd elke vernoeming van zijn naam uit de film verwijderd.